# Smelowskia pyriformis
Smelowskia pyriformis är en korsblommig växtart som beskrevs av William Holland Drury och Reed Clark Rollins. Smelowskia pyriformis ingår i släktet Smelowskia och familjen korsblommiga växter. Inga underarter finns listade i Catalogue of Life.